# Higher (singel Game’a)
Higher - utwór amerykańskiego rapera The Game’a. Piosenka pochodzi z albumu The Documentary z roku 2005.

## Notowania
"Higher” nie został wydany oficjalnie jako singiel, ale udało mu się dotrzeć do 47. miejsca notowania SNEP we Francji.